# Aedes mpusiensis
Aedes mpusiensis är en tvåvingeart som beskrevs av Huang 2004. Aedes mpusiensis ingår i släktet Aedes och familjen stickmyggor.
Artens utbredningsområde är Kongo. Inga underarter finns listade i Catalogue of Life.